# Улица Борщова (Чернигов)
Улица Борщова (укр. Вулиця Борщова) — улица в Деснянском районе города Чернигова. Пролегает от улицы Ивана Выговского (Малиновского) до улицы Кленовая, исторически сложившаяся местность (район) Бобровица.
Нет примыкающих улиц.

## История
Переулок Калинина — по наименованию улицы Калинина — в честь русского революционера, советского государственного и партийного деятеля Михаила Ивановича Калинина — был проложен после Великой Отечественной войны.
Для упорядочивания наименований улиц переулок Калинина и улица Калинина, переименованы, когда село Бобровица вошло в состав города, поскольку в Чернигове уже была улица с данным названием на Бобровицком жилом массиве. В 1974 году переименован на переулок Малиновского — по наименованию улицы Малиновского — в честь Маршала Советского Союза, дважды Героя Советского Союза Родиона Яковлевича Малиновского.
В 1981 году переулок был преобразован в улицу с современным названием — в честь русского ботаника Ильи Григорьевича Борщова.

## Застройка
Парная и непарная стороны начала улицы заняты усадебной и частично малоэтажной жилой (четыре 2-этажных дома) застройкой. Три усадебных дома (№№ 6, 8, 10) расположены в стороне от основной застройки улицы — севернее территории завода железобетонных конструкций и изделий.
Учреждения: нет.